# Caecilia nigricans
Espèce
Synonymes
- Caecilia intermedia Boulenger, 1913
- Caecilia palmeri Boulenger, 1913

Statut de conservation UICN

 LC  : Préoccupation mineure
Caecilia nigricans est une espèce de gymnophiones de la famille des Caeciliidae.

## Répartition
Cette espèce se rencontre jusqu'à 923 m d'altitude :
- au Panama dans la province du Darién ;
- dans l'ouest de la Colombie y compris sur l'île Gorgona ;
- dans le nord-ouest de l'Équateur.

## Publication originale
- Boulenger, 1902 : Descriptions of new Batrachians and Reptiles from North-western Ecuador. Annals and Magazine of Natural History, ser. 7, vol. 9, p. 51-57 (texte intégral).